# Relations entre la Malaisie et le Venezuela
Les Relations entre la Malaisie et le Venezuela  désignent les relations diplomatiques entre la fédération de Malaisie, État d'Asie du Sud-Est et la République bolivarienne du Venezuela, État d'Amérique du Sud.
La Malaisie à inaugurer la première ambassade au Venezuela, à Caracas, le 1er octobre 1990, tandis que le Venezuela a ouvert une ambassade en Malaisie à Kuala Lumpur le 18 décembre 1986. 
Les deux pays restent activement engagés et coopéré activement dans les forums internationaux et régionaux tels que les Nations Unies, le Mouvement des non-alignés, le Groupe des 77, ainsi que le Forum de coopération entre l’Asie de l’Est et l’Amérique latine.

## Histoire
La première visite présidentielle vénézuélienne en Malaisie a lieu le 19 octobre 1999, lors de la visite du président Hugo Chávez, il est accueilli par le sultan Salahuddin Abdul Aziz Shah et le Premier ministre Mahathir Mohamad. Cette visite d'état intervient lors d'un long voyage diplomatique, où le président cherche à diversifier les débouchés pétroliers du Venezuela, en nouant des liens avec de nombreux pays tel que la Russie, l'Iran, la Chine ou encore l'Angola. 
Également, la Malaisie avait promis au Venezuela de soutenir sa candidature pour un siège non permanent au Conseil de sécurité des Nations unies pour le mandat de 2007 à 2008.  À l'époque, les États-Unis, s'était fermement opposé à cette candidature vénézuélienne, en faveur du Guatemala. Hugo Chávez s'était présenté comme le porte-parole du sud global, critiquant l'hégémonie américaine, cherchant des alliés stratégique au sein des pays en développement. Malgré le soutien de la Malaisie et d'autres pays comme l'Inde, ou l'Afrique du Sud, le Venezuela n'a pas obtenu de siège, mais cette candidature a renforcé les liens diplomatiques et politiques entre les deux pays,,.

### Coopération économique
Le 19 décembre 2006, lors d'une visite du premier ministre malaisien Abdullah Ahmad Badawi a Caracas, un projet de forage de pétrole dans Bassin de l'Orénoque, l’un des plus grands gisements de pétrole au monde, par la compagnie malaisienne Petronas, supervisé par PDVSA avait été proposer, toutefois, aucune construction n'ont suivi, l'entreprise a fait référence à un investissement de 20 milliards de dollars, et à souligner que le projet était toujours envisagé, mais elle a finalement acté sa décision de ne plus poursuivre le projet en 2013,.
Pareillement, le 18 décembre 2006, Ministère des Relations extérieures de l'époque, Nicolás Maduro et le Ministre du Logement, Ramón Carrizalez ont annoncé leur volonté de renforcer la coopération entre les deux pays notamment, dans le secteur de l'urbanisme, pour reloger les familles vénézuéliennes vivant en situation précaire, mais aussi de développer de nouvelles zones urbaines.
Le 1er juin 2001, lors d'une visite d'Hugo Chávez en Malaisie, les deux pays se sont engagé à coopérer dans le secteur de l’huile de palme, Le ministre des Industries primaires, Lim Keng Yaik, a déclaré que le Venezuela souhaitait rechercher des investisseurs malaisiens potentiels et partager son expérience avec plusieurs sociétés, dont Golden Hope, une entreprise malaisienne spécialisée dans l'huile de palme, avait l'intention de cultiver 40 000 hectares de palmiers à huile au Venezuela,.

### Relations culturelles
La Malaisie a mis en place, en juillet 2006, La première édition de la Venezuelan Week un évènement qui a lieu annuelement, initié par l'ambassade du Venezuela en Malaisie, afin de promouvoir la culture vénézuélienne (gastronomie, musique, art) auprès du public malaisien, mais aussi de renforcer échanges académiques et la création d'ateliers et conférences.